# Darius Rumeu i Freixa
Darius Rumeu i Freixa   (Barcelona, 23 d'octubre de 1886 - Barcelona, 30 de gener de 1970) fou un polític i financer català, segon baró de Viver.

## Biografia
Era fill de Darius Rumeu i Torrents, primer baró de Viver, i de Dolors Freixa i Peyra, naturals de Barcelona. Estudià dret, tot i que no es va arribar a llicenciar, i treballà a les empreses de la família. El 1919 fou un dels fundadors de la Unió Monàrquica Nacional amb Alfons Sala i Argemí, comte d'Ègara, Manuel Rius i Rius, José Enrique de Olano y Loyzaga, comte de Fígols, i Lluís Pons i Tusquets. Amb aquest partit, el 1920 fou elegit regidor de l'Ajuntament de Barcelona. Durant la dictadura de Primo de Rivera el president de la Mancomunitat de Catalunya, el seu company de partit Alfons Sala i Argemí el nomenà conseller de cultura.
Fou alcalde de Barcelona del 1924 al 1930, i aprofità el seu llarg mandat per a dur a terme grans obres d'urbanització, com la perllongació de l'avinguda Diagonal fins a Esplugues de Llobregat. També va fer urbanitzar la plaça de Catalunya, i es cobrí el ferrocarril del carrer de Balmes, i també va inaugurar la línia transversal del metro així com Ràdio Barcelona, considerada la primera emissora de ràdio a Espanya, començà la Zona Franca i s'inicià la primera campanya per a erradicar el barraquisme. Se'l considera un dels artífex de l'Exposició Internacional de Barcelona de 1929, per la qual raó Alfons XIII li va atorgar la distinció de gran d'Espanya.
Dona nom al barri Baró de Viver, edificat a la darreria de la dècada de 1920.
Després de la Guerra Civil espanyola ocupà nombrosos càrrecs econòmics. El 1944 fou president del Banco Hispano Colonial, president del consell dels Ferrocarrils de Catalunya i president del consell regional del Banco Central. Anys després també fou vicepresident de la Compañía Española de Petróleos (CEPSA). Durant la postguerra se'l considerà líder dels monàrquics liberals catalans, i fou membre del consell privat del comte de Barcelona. Abans de l'aixecament feixista del 1936 organitzà a casa seva diferents reunions entre els conspiradors: falangistes, carlins i militars.